# Komlói Bányász SK (kézilabda)
A Komlói Bányász SK egy magyar kézilabdacsapat. Jelenleg az élvonalban szerepel.

## Névváltoztatások
- 1952–1993: Komlói Bányász SK
- 1993–1995: Komlói Bányász SK-Tribu
- 1995–1996: Metraco-Komlói Bányász SK
- 1996–2001: Komlói Bányász SK
- 2001–2002: Komlói BSK
- 2002–2007: Komlói BSK-Fűtőerőmű
- 2007–2009: Komlói BSK
- 2009–2013: Komlói BSK-Tom Trans
- 2013–2014: Komlói Sport KC
- 2014–2023: Sport36-Komló
- 2023-:Carbonex Komló

## A csapat
A 2023-24 szezonban az élvonalban szereplő keret
| - 01 Ante Granić - 1 Merkovszki Pál - 12 Váczi Millán - 2 Szöllősi Olivér - 9 Varga Szabolcs - 130 Urbán Egon - 14 Kovács Dominik - 180 Jerkovic Srecko - 20 Ács Péter - 26 Rotim Matko - 27 MELNICSUK VIKTOR JURIJ - 31 | Orbán Barnabás - 39 Veselinovic Aleksa - 48 Bogdanic Jenko Tim - 880 Menyhárt Máté - 95 Josip Vekic - 970 |

- Vezetőedző:  Marosán György (HUN)
- Edző:  Péter Szabó Dávid (HUN)
- Fizikoterapauta:  Petricsevics Krisztina (HUN)
- Gyúró:  Somlai Norbert (HUN)
- Csapatorvos:  dr. Móricz Ottó (HUN)
- Technikai vezető  Péter Szabó Zoltán (HUN)
- Ügyvezető  Szigeti Szabolcs (HUN)
- Szakosztályvezető  Keszthelyi Zoltán (HUN)

## Sikerek
Magyar Kupa
- Bronzérmes (1): 2005–06

Nemzeti Bajnokság II
- Bajnok (2): 1957, 1969

Nemzeti Bajnokság I/B
- Bajnok (3): 1989/90, 1999/2000, 2004/2005

## Bajnoki múlt
- Az élvonalban:[2] 21
- A másodosztályban:[3] 28
- A harmadosztályban:[4] 12

### Európai kupaszereplés
Source: kézitörténelem.hu
- Participations in EHF-kupa: 2x
- Participations in Challenge Cup (City-kupa): 1x
- Participations in EHF-kupagyőztesek Európa-kupája: 1x

| Szezon  | Versenysorozat | Forduló                  | Ellenfél              | Otthon | Idegenben | Összesítésben |
| ------- | -------------- | ------------------------ | --------------------- | ------ | --------- | ------------- |
|         |                |                          |                       |        |           |               |
| 1994-95 | City-kupa      | A tizenhat közé jutásért | ABC Braga             | 14-21  | 18-14     | 32–35         |
|         |                |                          |                       |        |           |               |
| 2006-07 | KEK            | 2. forduló               | Bjerringbro-Silkeborg | 23-23  | 24-35     | 47–58         |
|         |                |                          |                       |        |           |               |
| 2008-09 | EHF-kupa       | 3. forduló               | Maccabi Rishon LeZion | 36-35  | 27-40     | 63–75         |
|         |                |                          |                       |        |           |               |
| 2018-19 | EHF-kupa       | 2. forduló               | Olympiakosz SFP       | 34-29  | 22-27     | 56–56         |